# Campionati europei di pugilato dilettanti 1991
I Campionati europei di pugilato dilettanti maschili 1991 si sono tenuti a Göteborg, Svezia, dal 7 al 12 maggio 1991. È stata la 29ª edizione della competizione biennale organizzata dall'EABA. 191 pugili da 26 Paesi hanno partecipato alla competizione.

## Risultati
| Categoria                   | Oro                                 | Argento                               | Bronzo                                                          |
| --------------------------- | ----------------------------------- | ------------------------------------- | --------------------------------------------------------------- |
| Pesi minimosca (kg 48)      | Ivailo Marinov Bulgaria             | Luigi Castiglione Italia              | Pál Lakatos Ungheria John-Paul Weir Scozia                      |
| Pesi mosca (kg 51)          | István Kovács Ungheria              | Mario Loch Germania                   | Daniel Petrov Bulgaria Valentin Barbu Romania                   |
| Pesi gallo (kg 54)          | Serafim Todorov Bulgaria            | Miguel Dias Paesi Bassi               | Andreas Tews Germania Jimmy Majanya Svezia                      |
| Pesi piuma (kg 57)          | Paul Griffin Irlanda                | Faat Gatin Unione Sovietica           | Alan Vaughan Inghilterra Djamel Lifa Francia                    |
| Pesi leggeri (kg 60)        | Vasile Nistor Romania               | Ayrat Chamatov Unione Sovietica       | Marco Rudolph Germania Toncho Tonchev Bulgaria                  |
| Pesi superleggeri (kg 63.5) | Konstantin Tszyu Unione Sovietica   | Andreas Zülow Germania                | Vukasin Dobrasinović Jugoslavia Michele Piccirillo Italia       |
| Pesi welter (kg 67)         | Roberto Welin Svezia                | Vladimir Erestchenko Unione Sovietica | Mujo Bajrović Jugoslavia György Mizsei Ungheria                 |
| Pesi superwelter (kg 71)    | Israel Akopkochyan Unione Sovietica | Torsten Schmitz Germania              | Jan Dydak Polonia Ole Klemetsen Norvegia                        |
| Pesi medi (kg 75)           | Sven Ottke Germania                 | Michael Franek Cecoslovacchia         | Aleksandr Lebziak Unione Sovietica Robert Buda Polonia          |
| Pesi mediomassimi (kg 81)   | Dariusz Michalczewski Germania      | Peter Zwezerijnen Paesi Bassi         | Rostislav Saulitschny Unione Sovietica Marcel Beresoaie Romania |
| Pesi massimi (kg 91)        | Arnold Vanderlyde Paesi Bassi       | Georgios Stefanopoulos Grecia         | Evgeni Sukalov Unione Sovietica Peter Hart Ungheria             |
| Pesi supermassimi (kg 91 +) | Yevgeni Belousov Unione Sovietica   | Andreas Schnieders Germania           | Svilen Rusinov Bulgaria Brian Nielsen Danimarca                 |

## Medagliere
| Posizione | Paese            | Oro | Argento | Bronzo | Totale |
| --------- | ---------------- | --- | ------- | ------ | ------ |
| 1         | Unione Sovietica | 3   | 3       | 3      | 9      |
| 2         | Germania         | 2   | 4       | 2      | 8      |
| 3         | Bulgaria         | 2   | 0       | 3      | 5      |
| 4         | Paesi Bassi      | 1   | 2       | 0      | 3      |
| 5         | Ungheria         | 1   | 0       | 3      | 4      |
| 6         | Romania          | 1   | 0       | 2      | 3      |
| 7         | Svezia           | 1   | 0       | 1      | 2      |
| 8         | Irlanda          | 1   | 0       | 0      | 1      |
| 9         | Italia           | 0   | 1       | 1      | 2      |
| 10        | Cecoslovacchia   | 0   | 1       | 0      | 1      |
| 10        | Grecia           | 0   | 1       | 0      | 1      |
| 12        | Jugoslavia       | 0   | 0       | 2      | 2      |
| 12        | Polonia          | 0   | 0       | 2      | 2      |
| 14        | Danimarca        | 0   | 0       | 1      | 1      |
| 14        | Inghilterra      | 0   | 0       | 1      | 1      |
| 14        | Francia          | 0   | 0       | 1      | 1      |
| 14        | Norvegia         | 0   | 0       | 1      | 1      |
| 14        | Scozia           | 0   | 0       | 1      | 1      |
|           | Totale           | 12  | 12      | 24     | 48     |